# I.B.I
I.B.I (en hangul, 아이비아이; también conocido como IBI) fue un grupo femenino surcoreano formado por LOEN Entertainment en 2016. Las integrantes del grupo fueron participantes del programa Produce 101 de Mnet. Hicieron su debut el 18 de agosto de 2016, con el sencillo «Molae Molae (몰래 몰래)».
El nombre I.B.I proviene de la frase coreana il-ban-in (일반인), que significa «gente normal», pero también significa «I Believe It». El grupo era manejado por LOEN Entertainment, mientras que las miembros de I.B.I permanecían bajo sus respectivas agencias.

## Historia

### Predebut:Produce 101
La primera temporada del programa de «supervivencia» Produce 101 era transmitido a través de la cadena Mnet de enero a abril de 2016, con la participación de 101 aprendices de diferentes agencias. Mientras que las últimas once aprendices formaron el grupo de chicas I.O.I, las concursantes Lee Hae In (de SS Entertainment), Kim So Hee (de Music Works), Yoon Chae-kyung (de DSP Media), Lee Su Hyun (de HYWY Entertainment)) y Han Hye Ri (de Star Empire Entertainment) ocuparon el puesto 17, 15, 16, 13 y 12 respectivamente en el episodio final. LOEN Entertainment luego formó el grupo de concursantes finalistas, I.B.I.
Las miembros de I.B.I (a excepción de Yoon Chae Kyung) aparecieron en el segundo episodio del programa de telerrealidad, I.O.I LAN Cable Friend de I.O.I en junio de 2016.
LOEN Entertainment comenzó a promocionar I.B.I con una serie de vídeos en YouTube de las integrantes del grupo (individualmente y como grupo) cantando su canción favorita en vivo. Una serie de webtoons titulada I.B.I Debut Story dibujada por el popular artista de webtoon Omyo, también fue lanzada al mismo tiempo, en cinco partes que representan la historia de debut de cada miembro.

### 2016: Debut conMolae Molae
I.B.I publicó un sencillo en CD titulado Molae Molae (몰래 몰래) el 18 de agosto de 2016. En ese mismo día, el grupo celebró un escaparate debut y su actuación debut en M! Countdown.
El 19 de agosto de 2016, I.B.I actuó en Music Bank. También realizaron un guerilla concert titulado Run to You el mismo día en Dongdaemun Design Plaza, interpretando el sencillo «Molae Molae», así como sencillos de Produce 101, «When the Cherry Blossom Fade» y «Pick Me».
I.B.I viajó a Tailandia el 22 de septiembre de 2016 para filmar su reality show de seis episodios, Hello I.B.I., que se emitió desde el 8 de octubre al 12 de noviembre de 2016.

## Discografía

### Sencillos
| Título                                                                                       | Detalles                                                                                           | Mejor posición | Ventas (Descarga digital) | Álbum                  |
| Título                                                                                       | Detalles                                                                                           | COR            | Ventas (Descarga digital) | Álbum                  |
| -------------------------------------------------------------------------------------------- | -------------------------------------------------------------------------------------------------- | -------------- | ------------------------- | ---------------------- |
| «Molae Molae (몰래몰래)»                                                                     | - Lanzamiento: 18 de agosto de 2016 - Discográfica: LOEN Entertainment - Formato: Descarga digital | 51             | - COR: 50 634+            | MOLAE MOLAE (몰래몰래) |
| «─» indica que el lanzamiento no se posicionó en la lista o no se publicó en ese territorio. | |                |                           |                        |

## Filmografía

### Vídeo musical
| Año  | Título                   | Duración | Notas                                     |
| ---- | ------------------------ | -------- | ----------------------------------------- |
| 2016 | «Molae Molae (몰래몰래)» | 4:05     | Productor: K.I.D, Compositor: ZigZag Note |